# Castello degli Ezzelini (Romano d'Ezzelino)
Il Castello degli Ezzelini di Romano d'Ezzelino era la principale residenza della famiglia Da Romano dopo la distruzione del precedente castello di loro proprietà a Onara.
Esso venne donato alla famiglia dall'imperatore Corrado II all'epoca della sua discesa in Italia. Il capostipite degli Ezzelini, Ecelo, ricevette come ricompensa per la sua fedeltà i feudi di Romano, Onara e Godego.
Il Castello di Romano era situato sul Col Bastia, colle in posizione strategica posto ai confini settentrionali del paese. Suddetto colle è veramente strategico: è infatti dotato di lievi pendii sul lato meridionale e di ripidi burroni su quello settentrionale, lato sul quale si trova il sentiero di accesso. Inoltre, la sua posizione permetteva di osservare molto del territorio circostante, prevalentemente pianeggiante. Secondo i recenti ritrovamenti e le testimonianze dell'epoca, la rocca era praticamente inespugnabile.

## Storia

### Il castello ezzeliniano
L'immagine più antica, e anche l'unica, riferibile al Castello di Romano risale al XV secolo. È rappresentato in modo piuttosto semplice in una cartina del territorio veneto. Il Castello è rappresentato col toponimo Roman ed è raffigurato come se fosse costituito da una cinta muraria con quattro torri agli angoli, di cui una maggiore delle altre. Questa torre è rappresentata anche come ingresso, infatti alla sua base si nota un alto arco con saracinesca. Risulta inoltre essere strutturata in più piani, vista la disposizione delle finestre. Sulla cima sorge un ballatoio merlato. È l'unica immagine disponibile del castello, se si escludono le rappresentazioni settecentesche delle rovine.
Un'altra possibile ipotesi è quella di Giambattista Verci nel più recente Storia degli Ecelini, che dice:
Naturalmente non vi sono prove che il castello sia andato distrutto dopo la morte del tiranno.

### Il castello trecentesco
Se l'ipotesi della distruzione del castello in seguito alla sconfitta ezzeliniana è dubbia, è invece confermata la ricostruzione o il riutilizzo del castello.
Nel 1329, sotto la dominazione scaligera, un documento ne attesta l'appartenenza al capitano Dal Verme, castellano di San Zenone.
Nel 1339 il castello viene occupato dai Veneziani, dopo la conquista del Veneto da parte di questi ultimi.
Nel 1370 è invece documentata la ricostruzione o almeno il potenziamento delle strutture castellane sul colle Bastia.
Questo restauro non deve essere servito a molto, infatti, nel 1379, il castello risulta essere assediato e incendiato dai carraresi.
I Veneziani riconquistarono la pedemontana nel 1388 ma il castello di Romano venne abbandonato in quanto non adatto alle nuove tecniche di difesa e forse nuovamente distrutto. Quattordici anni dopo, nel 1402, il castello sul Colle Bastia risulta essere in avanzato stato di rovina. Non è esclusa la possibilità che altre "bastie" siano sorte sul colle nelle epoche successiva. Per questa ragione il Giambattista Verci, nel XVIII secolo, potrebbe aver scorto qualche tratto murario, ma avrebbe anche integrato la struttura delle bastie più recenti nella descrizione della bastia ezzeliniana.

## Descrizione
Il Colle Bastia mantiene più o meno le caratteristiche assunte nel XVIII secolo. Sulla sua cima sorgono il cimitero, la torre e il monumento a Dante.
Per quanto riguarda il castello medievale, è possibile scorgere resti murari lungo il viale di accesso al monte, nei basamenti della torre e sotto il monumento a Dante. È inoltre molto facile trovare ciottoli e laterizi risalenti alla struttura castellana appena sotto l'erba.
Ogni anno, durante il periodo del Palio di Romano, sul colle si tengono rievocazioni medievali, soprattutto della vita di Ezzelino III da Romano.